# Pero marcaria
Pero marcaria là một loài bướm đêm trong họ Geometridae.